# Гоммертс
Гоммертс (нід. Hommerts) — село в нідерландській провінції Фрисландія. Входить до муніципалітету Південно-Західна Фрисландія.
Його площа становить 14,68км², а населення станом на 2021 рік складало 655 осіб.
Перша згадка про населений пункт датується 13-им сторіччям.

## Галерея

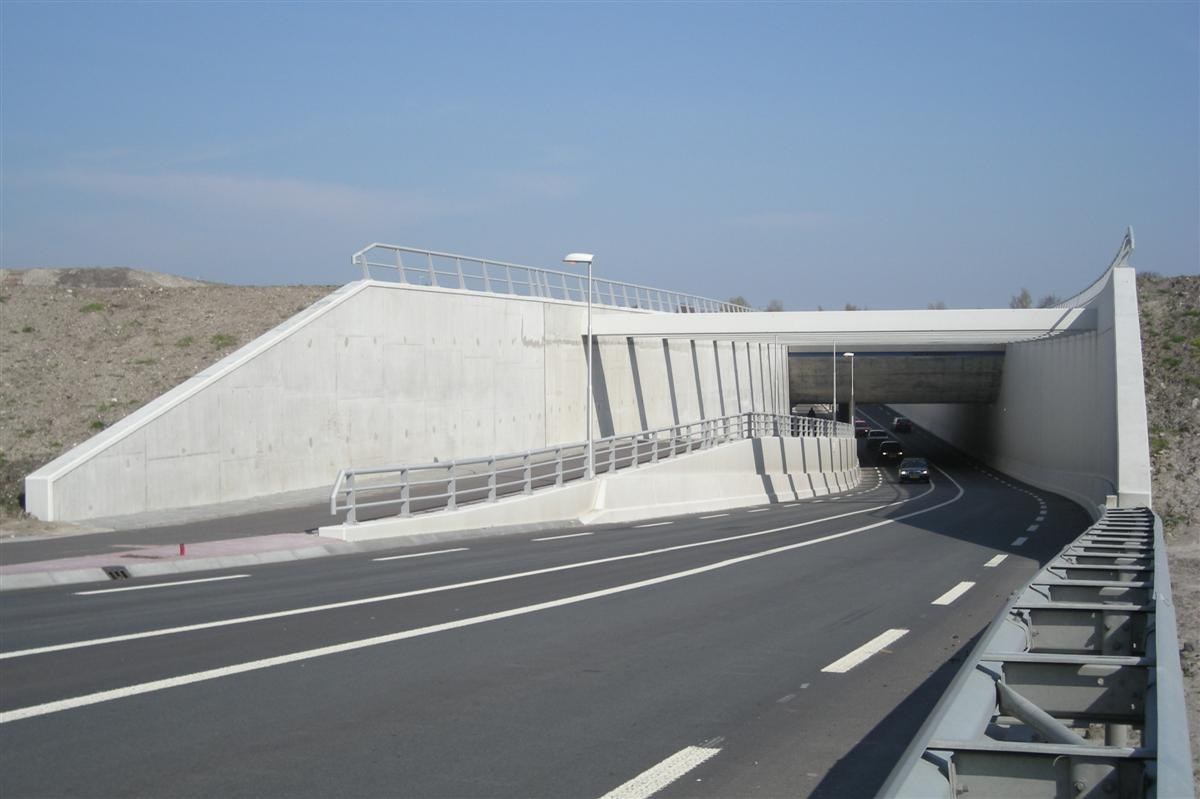
Акведук поблизу Гоммертса